# Balingoan
Balingoan ist eine philippinische Stadtgemeinde in der Provinz Misamis Oriental. Sie hat 11.051 Einwohner (Zensus 1. August 2015).

## Baranggays
Balingoan ist politisch in neun Baranggays unterteilt.
- Dahilig
- Baukbauk Pob. (G.E. Antonino)
- Kabangasan
- Kabulakan
- Kauswagan
- Lapinig (Pob.)
- Mantangale
- Mapua
- San Alonzo

## Verkehr
Der Hafen in Balingoan ist der wichtigste Hafen für Reisende in Richtung der Inselprovinz Camiguin. Die Provinzhauptstadt Cagayan de Oro City liegt etwa 86 km entfernt.